# Rafael Reyes
Rafael Reyes Prieto (Santa Rosa de Viterbo, 5 dicembre 1849 – Bogotà, 18 febbraio 1921) è stato un politico e generale colombiano, comandante in capo dell'Esercito colombiano e presidente della Colombia dal 7 agosto 1904 al 27 luglio 1909.

## Biografia

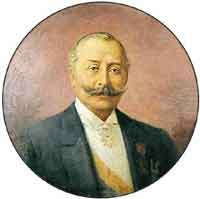
Ritratto ad olio di Rafael Reyes dipinto nel 1904 da Marco A. Salas

Durante la gioventù si dedicò principalmente al commercio ed esplorò l'Amazzonia nel tentativo di trovare una via di collegamento diretto con il Brasile.
Entrato in politica, fu Ministro del commercio sotto la presidenza di Rafael Núñez e come comandante in capo dell'Esercito fu a capo della repressione delle rivolte del 1895 nel Cauca e in Panama.
Venne nominato Presidente della Colombia nel 1904 ed iniziò ad esercitare il potere in maniera dittatoriale, sopprimendo la carica di vicepresidente ed il Consiglio di Stato ed estendendo a 10 anni la durata del mandato presidenziale. Senza esito furono i suoi tentativi di ripristinare il sistema aureo e di introdurre altre riforme in campo economico. Sotto la sua presidenza, le finanze dello stato conobbero un periodo prospero grazie alla riscossione di parte del risarcimento versato dagli Stati Uniti per il Panama. Nel 1909 venne deposto da una coalizione di conservatori e liberali ed esiliato, anche a causa di numerosi attentati alla sua vita. Tornato in patria, morì a Bogotà nel 1921.